# Benched - Difesa d'ufficio
Benched - Difesa d'ufficio è una serie televisiva statunitense creata da Michaela Watkins e Damon Jones che ha debuttato dal 28 ottobre 2014 su USA Network. In Italia è stata trasmessa su Rai 3 dal 28 luglio 2015.

## Personaggi e interpreti

### Personaggi principali
- Nina Whitley, interpretata da Eliza Coupe
- Phil Quinlan, interpretato da Jay Harrington
- Trent Barber, interpretato da Carter MacIntyre
- Carlos, interpretato da Oscar Nuñez
- Micah, interpretata da Jolene Purdy

## Episodi
| Stagione       | Episodi | Prima TV USA | Prima TV Italia |
| -------------- | ------- | ------------ | --------------- |
| Prima stagione | 12      | 2014         | 2015            |